# Barwniki histologiczne
Barwniki histologiczne – związki chemiczne barwiące komórki, tkanki lub ich poszczególne rodzaje lub składniki. Wykorzystywane są powszechnie w mikroskopii świetlnej, umożliwiając wizualne wyróżnienie np. poszczególnych rodzajów tkanek, elementów komórek czy też stwierdzenie obecności i lokalizację określonych związków chemicznych. Do najczęściej stosowanych należą: fuksyna, błękit aniliny, eozyna, karmin ałunowy oraz zieleń jodowa. Obecnie przedmiotem barwienia histologicznego są tkanki zwierzęce (np. tkanka nerwowa, tkanka mięśniowa) i roślinne.  

## Podział barwników ze względu na odczyn chemiczny[5]
- Barwniki zasadowe – sole zasad (hematoksylina)
- Barwniki obojętne – związki soli, kwasów i zasad (fiolet metylowy)
- Barwniki kwaśne – kwasy i sole (fuksyna, błękit aniliny),